# Fanny Vining
Fanny Vining (Bath, 1829 - 20 juli 1891) was een Britse actrice.

## Levensloop en carrière
Vining was een theateractrice in Engeland. In 1849 huwde ze met acteur Edward Loomis Davenport. Kort hierna verhuisde de familie naar de Verenigde Staten, waar Vining tussen 1855 en 1890 op het podium stond bij verschillende theaterstukken zoals Macbeth. 
Vining en Davenport kregen acht kinderen, van wie er enkelen ook acteur werden zoals Harry Davenport en Fanny Davenport. Ze was de grootmoeder van Dorothy Davenport. In 1891 overleed Vining op 62-jarige leeftijd.
- Library of Congress Control Number: nr98038464
- Virtual International Authority File: 39293475
- WorldCat: E39PBJdrDQ3qvK8GhVB3GTdfbd